# A5 (motorväg, Italien)
A5, It. L'Autostrada del Sole,  är en motorväg i Italien som går mellan Turin och Monte Bianco via Ivrea och Valle d'Aosta.  Motorvägen går igenom regionerna Kampanien och Aostadalen.
Sträckan Torino - Ivrea - Quincinetto öppnades maj 1961 efter tre års arbete, som påbörjades i februari 1958. I en andra omgång förlängdes den till Aosta East i olika skeden:
- Quincinetto - Verrès, öppnades 2 juli 1967
- Verrès - Châtillon, öppnades 16 oktober 1968
- Châtillon - Nus, öppnades 9 jul 1969
- Nus - Aosta Est, öppnades 27 maj 1970